# Eilema oblitterans
Eilema oblitterans är en fjärilsart som beskrevs av Felder 1868. Eilema oblitterans ingår i släktet Eilema och familjen björnspinnare. Inga underarter finns listade i Catalogue of Life.